# Katastrofa lotu Turkish Airlines 452
Katastrofa lotu Turkish Airlines 452 wydarzyła się 19 września 1976 roku na przedmieściach Isparty w Turcji. W wyniku katastrofy samolotu Boeing 727-2F2 należącego do linii lotniczych Turkish Airlines, śmierć poniosły 154 osoby (146 pasażerów oraz 8 członków załogi) – wszyscy na pokładzie.

## Statek powietrzny
Samolot, który uległ katastrofie to Boeing 727-2F2 (nr rej. TC-JBH). Maszyna została wyprodukowana w listopadzie 1974 roku. Jej pierwszym właścicielem były linie Turkish Airlines. Lot nr 452 obsługiwała ośmioosobowa załoga. Kapitanem samolotu był Celal Topcuoglu, a drugim pilotem był Sacit Sogangoz.

## Przebieg katastrofy
Boeing 727 odbywał lot ze Stambułu do Antalyi. Maszyna wzbiła się w powietrze o godzinie 22:45 czasu lokalnego. O godzinie 23:11 kapitan opuścił kabinę pilotów, pozostawiając za sterami drugiego pilota. Po chwili drugi pilot poinformował kontrolę lotów, że widzi światła pasa startowego. Pilot poprosił o zgodę na lądowanie na pasie 36 i rozpoczął procedurę podchodzenia do lądowania. Kontrola lotów poinformowała pilota, że Boeinga nie widać na radarze oraz że nie widać go z wieży kontrolnej. Pilot poinformował jednak, że widzi dobrze oświetlony pas startowy. Drugi pilot nie wiedział, że to co bierze za pas startowy lotniska w Antalyi, to w rzeczywistości autostrada biegnąca przez przedmieścia Isparty. O godzinie 23:15, do kabiny pilotów powrócił kapitan. Gdy tylko zauważył, że maszyna za chwilę wyląduje na drodze, kapitan chwycił stery i pociągnął je do siebie, by wznieść maszynę ku górze. Boeing znajdował się wówczas na wysokości zaledwie 150 metrów. Podczas wznoszenia, samolot zawadził prawym skrzydłem o zbocze góry i rozbił się. Spośród 154 osób przebywających na pokładzie, nikt nie przeżył.
Do dziś jest to największa katastrofa lotnicza pod względem liczby ofiar w historii Turcji.

## Przyczyny
Przyczyną katastrofy był błąd drugiego pilota, który pomylił pas startowy z autostradą i sprowadził maszynę blisko ziemi ku katastrofie.